# Cisse Häkkinen
Hugo Christer "Cisse" Häkkinen, född 30 januari 1951 i Helsingfors, död 26 december 1990 i Esbo, var en finländsk musiker och basist i det finländska rockbandet Hurriganes. 
I mitten av 1960-talet spelade Häkkinen gitarr i bandet Coyotes med Markku Tolonen, Kari Harhakoski och Hannu Toppila. 
År 1965 spelade de in singeln Angela/Go Home Sweet och den fanns på omslaget till tidningen Suosikki i juli samma år. 
Efter Coyotes spelade Häkkinen i bandet Rondo Four med Pepe Lindblom i bandet Insence, sångare i bandet var Hurriganes grundaren Remu Aaltonen. År 1970 gick Häkkinen med i armén, där han träffade den blivande Hurriganes-medlemmen Albert Järvinen. År 1971 grundade Aaltonen Hurriganes efter att ha blivit avskedad från armén, och Häkkinen blev bandets basist.
År 1976 spelade Häkkinen in sitt första soloalbum, Teendreams, som innehöll hits från 1950- och 1960-talen. 
Albumet, producerat av Remu Aaltonen, blev en kommersiell succé.
Hurriganes hade varit en av de viktigaste sakerna i Cisses liv, så när det splittrades 1984 föll hans liv isär och hans alkoholkonsumtion ökade. Samma år spelade Häkkinen in sitt tredje och sista album, I Love You Anyway. 
Mellan 1985 och 1988 gjorde Häkkinen inte mycket musik och Hurriganes comeback 1988 varade bara i några få framträdanden. 

Cisse Häkkinen spelar på Gamla studenthuset 1973.
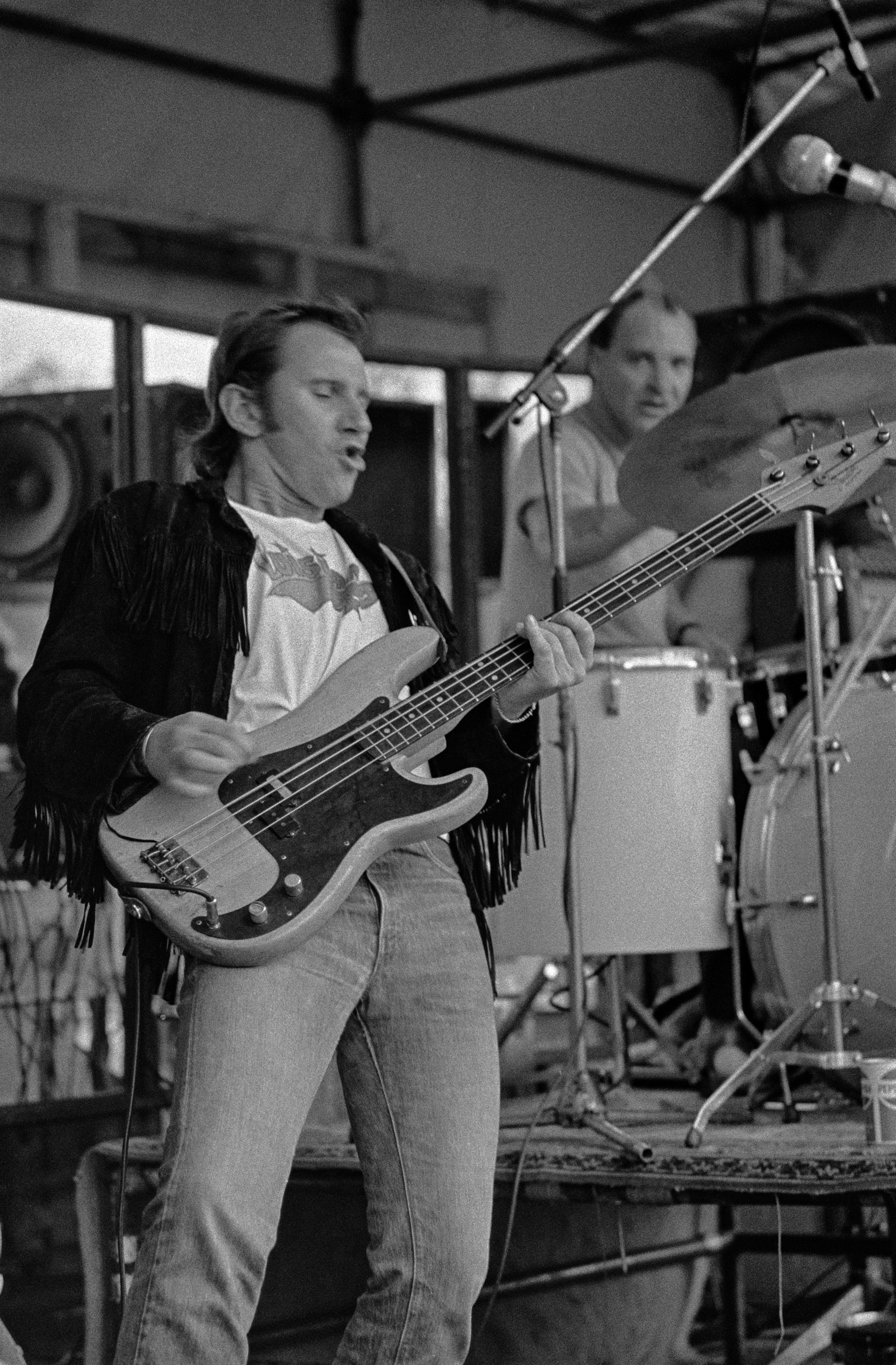
Cisse Häkkinen med Hurriganes 1980.

Häkkinen tillbringade sitt sista år i stillhet med sin sambo i Otnäs, Esbo, men Häkkinens allt värre alkoholism tog ut sin rätt, och han dog av skrumplever på Jorvs sjukhus annandag jul 1990. Häkkinen är begravd i urngraven på Sandnäs kyrkogård i Helsingfors. 
Cisse Häkkinens minnesplakett avtäcktes den 8 augusti 2015 i Norra Haga, nära fotbollsplanerna i Laajasuo idrottspark.